# Друга призренска лига
Друга призренска лига је војно-политичко удружење које је формирала немачка обавештајна служба (Абвер) крајем 1943. године у Призрену, Косово и Метохија, уз учешће Џафера Деве, Бедрија Пејанија, Исмета Крејзијуа и других албанских колаборациониста, а у циљу подршке реализацији концепта Велике Албаније. Друга призренска лига је добила име у част Призренске лиге формиране 1878. године.
Пројекат Велике Албаније је имао подршку Мусолинија након италијанске окупације Албаније 1939. године. Територија италијанске окупационе зоне је обухватала и највећи део Косова и Метохије. Италијани су у циљу спровођења контроле над Косовом и Метохијом формирали Љуботен батаљон чији састав су чинили локални Албанци. Када је Италија капитулирала 8. септембра 1943. године, немачка обавештајна служба (Абвер) је формирала Другу призренску лигу да би уз помоћ Албанаца имала контролу над територијом Косова и Метохије. Бедри Пејани је постављен за председника а Реџеп Митровица за секретара централног комитета. У циљу реализације немачких интереса Бедри Пејани, један од оснивача лиге, је формално понудио у писму послатом Хајнриху Химлеру да се Албанци регрутују у састав немачке војске (Вермахт) а заузврат молио помоћ у остварењу пројекта Велике Албаније. Реализацијом плана немачке обавештајне службе је дошло до преузимања Љуботен батаљона формирања две СС дивизије у које су регрутовани Албанци са Косова и Метохије. Једна од њих је и озлоглашена 21. СС дивинију Скендербег. На врхунцу своје моћи Друга призренска лига је имала око 15.000 чланова, од којих је било 6.491 регрутованих у ове две дивизије и око 300 припадника злогласне 13. СС дивизије Ханџар. Иако су чланови Друге призренске лиге покушавали да се представе као искључиво антикомунистичка организација, многи чланови лиге су делили фашистичка уверења са својим немачким менторима.
Када је пред крај рата спровођена операција за уништење немачке групе армија Е приликом њеног повлачења из Грчке, није извршено неутралисање балиста на Косову и Метохији који су и даље контролисали територију Косова и Метохије. При балистима су се налазили чланови енглеске војне мисије. Почетком новембра 1944. године су представници Друге призренске лиге и балисти одлучили да формирају четири групе отпора на Косову и Метохији. Једна која ће деловати на подручју Скопске Црне Горе, друга на подручју Шар планине, трећа у Дреници а четврта на Копаонику. Друга призренска лига је оснивала своје комитете који су одржавали везу са балистима, регрутовали нове балисте и снабдевали балисте оружјем, храном и опремом. Сматрали су да ће у Албанији доћи до искрцавања Британске армије због њихове побуне. Скендербег дивизија је била лоше опремљена а њени припадници недовољно обучени. Крајем рата је 30. августа 1944. године била присиљена да се повуче из Дебра а утицај сила осовине на лигу почиње да нестаје. Када су комунисти преузели власт у Албанији у новембру 1944. лига је престала да постоји.